# جیانلوکا دی آنجلیس (بازیکن فوتبال، زاده ۱۹۶۷)
جیانلوکا دی آنجلیس (انگلیسی: Gianluca De Angelis؛ زادهٔ ۷ سپتامبر ۱۹۶۷) بازیکن فوتبال اهل ایتالیا است.
از باشگاه‌هایی که در آن بازی کرده‌است می‌توان به باشگاه فوتبال هلاس ورونا، باشگاه فوتبال مودنا، باشگاه فوتبال فروزینونه، باشگاه فوتبال آنکونا، و باشگاه فوتبال فوجا اشاره کرد.